# Lac Fontana (Caroline du Nord)
Ne doit pas être confondu avec Lac Fontana.
Le lac Fontana est un lac de barrage créé par le barrage de Fontana sur la rivière Little Tennessee et situé dans les comtés de Graham et de Swain en Caroline du Nord. 

## Géographie
Le lac fait partie de la frontière sud du parc national des Great Smoky Mountains et de la frontière nord d'une partie de la forêt nationale de Nantahala. Selon les niveaux d'eau, le lac mesure environ 27 km. L'extrémité orientale est constitué par la Tuckasegee River près de Bryson City. Il a une profondeur moyenne de 41 m et atteint une profondeur maximale de 130 m, ce qui en fait le lac le plus profond de Caroline du Nord. Le lac a beaucoup de criques et de nombreuses îles formées d'anciens sommets collinaires, en particulier près de l'extrémité est. Comme pour la plupart des lacs de barrage, les berges abruptes sont exposées lorsque les niveaux d'eau sont faibles. De nombreuses villes ont été submergées peu de temps après la création du lac, comme Proctor et Judson.
Au cours d'une randonnée de plusieurs jours, le lac offre le seul accès dans les régions les plus reculées du parc national. Lorsqu'il est au niveau normal de l'été, un bateau peut être utilisé pour accéder à des sentiers distants tels que Hazel Creek. 
Depuis la tour d'observation sur le dôme Clingmans, le lac peut être vu à près d'un mile en dessous par temps clair. Alors que l'altitude maximale contrôlée du lac (haut des barrières du barrage) est de 520 m, l'élévation normale de la surface d'été est de 519 m. 
La North Carolina Highway 28 (en) est à peu près parallèle à la rive sud du lac et la U.S. Route 19 entre Bryson City et Wesser / Lauada passe brièvement à l'extrémité sud-est.

## Origine du nom
Fontana est nommé d'après une ville d'exploitation forestière de la Montvale Lumber Company située autrefois à l'embouchure de Eagle Creek, sur la rive nord du lac. Le nom est dérivé du mot italien pour "fontaine".